# 板倉重同
板倉 重同（いたくら しげあつ）は、江戸時代前期から中期にかけての大名。上野国安中藩2代藩主、陸奥国泉藩初代藩主。官位は従五位下・伊予守。重形系板倉家2代。

## 生涯
延宝7年（1679年）、旗本・神保元茂の次男として誕生。外祖父である板倉重形の養子となり、貞享3年（1686年）に家督を相続する。元禄15年（1702年）7月4日、上野安中藩から陸奥泉藩に移封となる。
享保2年（1717年）に死去した。享年39。跡を長男・勝清が継いだ。

## 系譜
父母
- 神保元茂（実父）
- 板倉重形の娘（実母）
- 板倉重形（養父）

正室
- 細川興栄の娘

子女
- 板倉勝清（長男）
- 建部政民正室
- 朽木直綱正室
- 板倉重丘室